# Соомевере (Йиґева)
Со́омевере (ест. Soomevere küla) — село в Естонії, у волості Йиґева повіту Йиґевамаа.

## Населення
Чисельність населення на 31 грудня 2011 року становила 23 особи.